# Steriphopus woolfi
Espèce
Steriphopus woolfi est une espèce d'araignées aranéomorphes de la famille des Palpimanidae.

## Distribution
Cette espèce est endémique de la province du Centre au Sri Lanka,. Elle se rencontre dans le district de Kandy vers Deltota et Meemure.

## Description
Le mâle holotype mesure 3,6 mm et la femelle paratype 5,4 mm.

## Systématique et taxinomie
Cette espèce a été décrite par Benjamin en 2024.

## Étymologie
Cette espèce est nommée en l'honneur de Leonard Woolf.

## Publication originale
- Benjamin, 2024 : « Palp-footed spiders of Sri Lanka with descriptions of six new species (Araneae: Palpimanidae). » ZooNova, vol. 40, p. 1-23.